# 페그마타이트 광상
페그마타이트 광상은 마그마가 식어감에 따라 조암광물들이 정출되면 마그마의 잔액(정출되지 못한 규산분과 수분, 휘발성성분(CO2, SO2, B, F)과 희유원소(Nb, Ta, Be, V, Li))이 남게 되는데 이런 휘발성이 큰 잔액이 주위의 암석을 뚫고 들어가서 만든 광상, 이들은 유동성이 크므로 석영, 장석, 운모의 큰 결정을 정출시키고 그 속에 희유원소 광물을 포함한 맥을 형성함. 페그마타이트 광상은 약 500~600°C에서 형성하며 주로 희유원소를 많이 함유 하고 있다.